# 交通助理員
交通助理員是交通督導員在臺灣的稱呼，指除了交通警察以外，被任命用於取締交通違規之非正規公務員。
交通助理員由交通局、警察局直接聘用。道路交通管理處罰條例第7條規定：「道路交通管理之稽查，違規紀錄，由交通勤務警察，或依法令執行交通稽查任務人員執行之。（第1項）前項稽查，得由交通助理人員協助執行，其稽查項目為違規停車者，並得由交通助理人員逕行執行之；其設置、訓練及執行之辦法，由內政部會同交通部定之。（第2項）」依法交通助理員可以直接對違停車輛開立舉發單，惟交通助理員取締違規停車跟警察一樣，係開立「舉發單」（紀錄、報告違規之事實），而真正決定處罰的是公路主管機關設立之「交通裁決所」，在決定處罰前應給予違規人陳述之機會（道路交通管理處罰條例第8條参照）。另外，內政部定有交通助理人員管理辦法，其第3條規定：「交通助理人員由內政部警政署國道公路警察局、直轄市、縣（市）政府警察局、交通局或相關機關，依據交通狀況及執行交通稽查實際需要僱用之」。
交通助理員佩有臂章，不過曾有台北市的交通助理員臂章未繡號碼，並跟市議員許富男起衝突。此外，依台中市警局2021年的徵才公告，交通助理員採一年一聘，每月薪資報酬約新臺幣2萬7434元，另須自行負擔勞、健保等自付部分費用。台北市2017年之徵才公告則列出3萬3908元的薪資。而依2005年之台北市議會資料，當時台北市有150位交通助理員，開了3億元的罰單（舉發單）。2013年的資料則顯示臺北市有170位、臺中市有53位。另曾有台中市議員洪嘉鴻、邱素貞、曾朝榮在議會審議交通局預算時施壓要求減少開單、開單前應先勸導、甚至認為警察人力已經足夠，質疑交通助理員的必要性，最後「市府保證交通助理不隨便開單後，這筆兩千多萬人事費，總算過關」。蓋地方政府警察局的預算，依警察法16條，係由地方政府編列，因此預算受到地方議會控制，易衍生出黑金與地方派系箝制警察執法之問題。曾有立委王幸男提案全國一致警察業務之預算應由中央政府編列，但因國民黨團有意見，而未能進入審議。
雖然聘雇交通助理員，罰單受益一定大於人事成本，不過台灣政府並不積極聘用交通助理員來改善違停。目前台北市對於交通助理員也採取遇缺不補的政策，交通助理員愈來愈少。